# Temnora kafakumbae
Temnora kafakumbae är en fjärilsart som beskrevs av Clark 1936. Temnora kafakumbae ingår i släktet Temnora och familjen svärmare. Inga underarter finns listade i Catalogue of Life.